# Deze wereld is van jou
Deze wereld is van jou is het debuutalbum van de Nederlandse rapper Gers Pardoel. Het album werd op 14 oktober 2011 uitgebracht door Top Notch. Pardoel kondigde in 2009, na zijn debuutsingle Broodje Bakpao (samen met The Opposites en Sef), aan dat hij begonnen was met de opname van dit album. Guus Meeuwis, Sef, Phatt en Case Mayfield zijn gastzangers. 
In februari 2013 ontving Gers een Edison voor het album in de categorie 'Beste nieuwkomer'.

## Tracklist
| Nr. | Titel                                  | Duur |
| --- | -------------------------------------- | ---- |
| 1.  | Deze wereld is van jou (met Phatt)     | 4:02 |
| 2.  | Morgen ben ik rijk                     | 3:09 |
| 3.  | Denk                                   | 3:03 |
| 4.  | Vandaag (met Hef)                      | 3:26 |
| 5.  | Ik neem je mee                         | 3:37 |
| 6.  | De money & de faam                     | 3:17 |
| 7.  | Zijn                                   | 3:36 |
| 8.  | 20.03 (met Guus Meeuwis)               | 3:07 |
| 9.  | Spookstad                              | 3:38 |
| 10. | Eenzaam op de bank                     | 4:20 |
| 11. | Bagagedrager (met Sef)                 | 3:41 |
| 12. | Zweef                                  | 3:27 |
| 13. | We missen je (met Case Mayfield)       | 4:21 |
| 14. | Emotioneel hart                        | 3:30 |
| 15. | Op zoek naar de symphonie (Bonustrack) | 3:12 |

### Singles van het album
| Single met eventuele hitnotering(en) in de Nederlandse Top 40 | Datum van verschijnen | Datum van binnenkomst | Hoogste positie | Aantal weken | Opmerkingen                                                                                          |
| ------------------------------------------------------------- | --------------------- | --------------------- | --------------- | ------------ | --- |
| Morgen ben ik rijk                                            | 2011                  | 30-04-2011            | tip6            | -            | Nr. 61 in de Single Top 100                                                                          |
| Ik neem je mee                                                | 2011                  | 15-10-2011            | 1(6wk)          | 33           | Nr. 1 in de Single Top 100 / Alarmschijf / Platina / Succesvolste Nederlands(talig)e Top 40-hit ooit |
| Bagagedrager                                                  | 2011                  | 31-12-2011            | 2               | 24           | met Sef / Nr. 2 in de Single Top 100                                                                 |
| Zijn                                                          | 2012                  | 30-06-2012            | 27              | 7            | Nr. 35 in de Single Top 100                                                                          |

| Single met hitnotering(en) in de Vlaamse Ultratop 50 | Datum van verschijnen | Datum van binnenkomst | Hoogste positie | Aantal weken | Opmerkingen                                  |
| ---------------------------------------------------- | --------------------- | --------------------- | --------------- | ------------ | -------------------------------------------- |
| Ik neem je mee                                       | 2011                  | 19-11-2011            | 2               | 34           | Nr. 1 in de Radio 2 Top 30 / 2x Platina      |
| Bagagedrager                                         | 2011                  | 10-03-2012            | 3               | 19           | met Sef / Nr. 17 in de Radio 2 Top 30 / Goud |
| Morgen ben ik rijk                                   | 2011                  | 14-07-2012            | tip17           | -            |                                              |
| Zijn                                                 | 2012                  | 15-09-2012            | 27              | 10           | Nr. 6 in de Radio 2 Top 30                   |

## Hitnoteringen

### NederlandseAlbum Top 100
| Hitnotering: 22-10-2011 t/m 17-11-2012 | Hitnotering: 22-10-2011 t/m 17-11-2012 | Hitnotering: 22-10-2011 t/m 17-11-2012 | Hitnotering: 22-10-2011 t/m 17-11-2012 | Hitnotering: 22-10-2011 t/m 17-11-2012 | Hitnotering: 22-10-2011 t/m 17-11-2012 | Hitnotering: 22-10-2011 t/m 17-11-2012 | Hitnotering: 22-10-2011 t/m 17-11-2012 | Hitnotering: 22-10-2011 t/m 17-11-2012 | Hitnotering: 22-10-2011 t/m 17-11-2012 | Hitnotering: 22-10-2011 t/m 17-11-2012 | Hitnotering: 22-10-2011 t/m 17-11-2012 | Hitnotering: 22-10-2011 t/m 17-11-2012 | Hitnotering: 22-10-2011 t/m 17-11-2012 | Hitnotering: 22-10-2011 t/m 17-11-2012 | Hitnotering: 22-10-2011 t/m 17-11-2012 | Hitnotering: 22-10-2011 t/m 17-11-2012 | Hitnotering: 22-10-2011 t/m 17-11-2012 | Hitnotering: 22-10-2011 t/m 17-11-2012 | Hitnotering: 22-10-2011 t/m 17-11-2012 | Hitnotering: 22-10-2011 t/m 17-11-2012 |
| Week:                                  | 1                                      | 2                                      | 3                                      | 4                                      | 5                                      | 6                                      | 7                                      | 8                                      | 9                                      | 10                                     | 11                                     | 12                                     | 13                                     | 14                                     | 15                                     | 16                                     | 17                                     | 18                                     | 19                                     | 20                                     |
| -------------------------------------- | -------------------------------------- | -------------------------------------- | -------------------------------------- | -------------------------------------- | -------------------------------------- | -------------------------------------- | -------------------------------------- | -------------------------------------- | -------------------------------------- | -------------------------------------- | -------------------------------------- | -------------------------------------- | -------------------------------------- | -------------------------------------- | -------------------------------------- | -------------------------------------- | -------------------------------------- | -------------------------------------- | -------------------------------------- | -------------------------------------- |
| Positie:                               | 4                                      | 12                                     | 23                                     | 21                                     | 25                                     | 34                                     | 20                                     | 23                                     | 20                                     | 21                                     | 15                                     | 8                                      | 6                                      | 4                                      | 4                                      | 9                                      | 8                                      | 6                                      | 5                                      | 7                                      |
| Week:                                  | 21                                     | 22                                     | 23                                     | 24                                     | 25                                     | 26                                     | 27                                     | 28                                     | 29                                     | 30                                     | 31                                     | 32                                     | 33                                     | 34                                     | 35                                     | 36                                     | 37                                     | 38                                     | 39                                     | 40                                     |
| Positie:                               | 11                                     | 15                                     | 9                                      | 11                                     | 9                                      | 13                                     | 15                                     | 18                                     | 10                                     | 12                                     | 14                                     | 18                                     | 10                                     | 10                                     | 15                                     | 13                                     | 9                                      | 9                                      | 14                                     | 9                                      |
| Week:                                  | 41                                     | 42                                     | 43                                     | 44                                     | 45                                     | 46                                     | 47                                     | 48                                     | 49                                     | 50                                     | 51                                     | 52                                     | 53                                     | 54                                     | 55                                     | 56                                     | 57                                     |                                        |                                        |                                        |
| Positie:                               | 9                                      | 3                                      | 8                                      | 15                                     | 17                                     | 25                                     | 36                                     | 42                                     | 49                                     | 60                                     | 71                                     | 60                                     | 55                                     | 50                                     | 61                                     | 60                                     | 85                                     | uit                                    |                                        |                                        |

### VlaamseUltratop 200Albums
| Hitnotering: (Week 1 t/m 47) 31-12-2011 t/m 17-11-2012 Hitnotering: (Week 48) 26-01-2019 | Hitnotering: (Week 1 t/m 47) 31-12-2011 t/m 17-11-2012 Hitnotering: (Week 48) 26-01-2019 | Hitnotering: (Week 1 t/m 47) 31-12-2011 t/m 17-11-2012 Hitnotering: (Week 48) 26-01-2019 | Hitnotering: (Week 1 t/m 47) 31-12-2011 t/m 17-11-2012 Hitnotering: (Week 48) 26-01-2019 | Hitnotering: (Week 1 t/m 47) 31-12-2011 t/m 17-11-2012 Hitnotering: (Week 48) 26-01-2019 | Hitnotering: (Week 1 t/m 47) 31-12-2011 t/m 17-11-2012 Hitnotering: (Week 48) 26-01-2019 | Hitnotering: (Week 1 t/m 47) 31-12-2011 t/m 17-11-2012 Hitnotering: (Week 48) 26-01-2019 | Hitnotering: (Week 1 t/m 47) 31-12-2011 t/m 17-11-2012 Hitnotering: (Week 48) 26-01-2019 | Hitnotering: (Week 1 t/m 47) 31-12-2011 t/m 17-11-2012 Hitnotering: (Week 48) 26-01-2019 | Hitnotering: (Week 1 t/m 47) 31-12-2011 t/m 17-11-2012 Hitnotering: (Week 48) 26-01-2019 | Hitnotering: (Week 1 t/m 47) 31-12-2011 t/m 17-11-2012 Hitnotering: (Week 48) 26-01-2019 | Hitnotering: (Week 1 t/m 47) 31-12-2011 t/m 17-11-2012 Hitnotering: (Week 48) 26-01-2019 | Hitnotering: (Week 1 t/m 47) 31-12-2011 t/m 17-11-2012 Hitnotering: (Week 48) 26-01-2019 | Hitnotering: (Week 1 t/m 47) 31-12-2011 t/m 17-11-2012 Hitnotering: (Week 48) 26-01-2019 | Hitnotering: (Week 1 t/m 47) 31-12-2011 t/m 17-11-2012 Hitnotering: (Week 48) 26-01-2019 | Hitnotering: (Week 1 t/m 47) 31-12-2011 t/m 17-11-2012 Hitnotering: (Week 48) 26-01-2019 | Hitnotering: (Week 1 t/m 47) 31-12-2011 t/m 17-11-2012 Hitnotering: (Week 48) 26-01-2019 | Hitnotering: (Week 1 t/m 47) 31-12-2011 t/m 17-11-2012 Hitnotering: (Week 48) 26-01-2019 | Hitnotering: (Week 1 t/m 47) 31-12-2011 t/m 17-11-2012 Hitnotering: (Week 48) 26-01-2019 | Hitnotering: (Week 1 t/m 47) 31-12-2011 t/m 17-11-2012 Hitnotering: (Week 48) 26-01-2019 | Hitnotering: (Week 1 t/m 47) 31-12-2011 t/m 17-11-2012 Hitnotering: (Week 48) 26-01-2019 |
| Week:                                                                                    | 1                                                                                        | 2                                                                                        | 3                                                                                        | 4                                                                                        | 5                                                                                        | 6                                                                                        | 7                                                                                        | 8                                                                                        | 9                                                                                        | 10                                                                                       | 11                                                                                       | 12                                                                                       | 13                                                                                       | 14                                                                                       | 15                                                                                       | 16                                                                                       | 17                                                                                       | 18                                                                                       | 19                                                                                       | 20                                                                                       |
| ---------------------------------------------------------------------------------------- | ---------------------------------------------------------------------------------------- | ---------------------------------------------------------------------------------------- | ---------------------------------------------------------------------------------------- | ---------------------------------------------------------------------------------------- | ---------------------------------------------------------------------------------------- | ---------------------------------------------------------------------------------------- | ---------------------------------------------------------------------------------------- | ---------------------------------------------------------------------------------------- | ---------------------------------------------------------------------------------------- | ---------------------------------------------------------------------------------------- | ---------------------------------------------------------------------------------------- | ---------------------------------------------------------------------------------------- | ---------------------------------------------------------------------------------------- | ---------------------------------------------------------------------------------------- | ---------------------------------------------------------------------------------------- | ---------------------------------------------------------------------------------------- | ---------------------------------------------------------------------------------------- | ---------------------------------------------------------------------------------------- | ---------------------------------------------------------------------------------------- | ---------------------------------------------------------------------------------------- |
| Positie:                                                                                 | 89                                                                                       | 74                                                                                       | 62                                                                                       | 37                                                                                       | 13                                                                                       | 11                                                                                       | 16                                                                                       | 22                                                                                       | 26                                                                                       | 33                                                                                       | 30                                                                                       | 22                                                                                       | 19                                                                                       | 17                                                                                       | 19                                                                                       | 17                                                                                       | 7                                                                                        | 15                                                                                       | 17                                                                                       | 16                                                                                       |
| Week:                                                                                    | 21                                                                                       | 22                                                                                       | 23                                                                                       | 24                                                                                       | 25                                                                                       | 26                                                                                       | 27                                                                                       | 28                                                                                       | 29                                                                                       | 30                                                                                       | 31                                                                                       | 32                                                                                       | 33                                                                                       | 34                                                                                       | 35                                                                                       | 36                                                                                       | 37                                                                                       | 38                                                                                       | 39                                                                                       | 40                                                                                       |
| Positie:                                                                                 | 15                                                                                       | 20                                                                                       | 19                                                                                       | 23                                                                                       | 29                                                                                       | 31                                                                                       | 18                                                                                       | 22                                                                                       | 32                                                                                       | 33                                                                                       | 26                                                                                       | 43                                                                                       | 24                                                                                       | 22                                                                                       | 21                                                                                       | 39                                                                                       | 42                                                                                       | 25                                                                                       | 35                                                                                       | 32                                                                                       |
| Week:                                                                                    | 41                                                                                       | 42                                                                                       | 43                                                                                       | 44                                                                                       | 45                                                                                       | 46                                                                                       | 47                                                                                       |                                                                                          | 48                                                                                       |                                                                                          |                                                                                          |                                                                                          |                                                                                          |                                                                                          |                                                                                          |                                                                                          |                                                                                          |                                                                                          |                                                                                          |                                                                                          |
| Positie:                                                                                 | 39                                                                                       | 39                                                                                       | 40                                                                                       | 42                                                                                       | 65                                                                                       | 38                                                                                       | 83                                                                                       | uit                                                                                      | 147                                                                                      |                                                                                          |                                                                                          |                                                                                          |                                                                                          |                                                                                          |                                                                                          |                                                                                          |                                                                                          |                                                                                          |                                                                                          |                                                                                          |